# Dansk Samling
Dansk Samling är en nationell dansk förening på kristlig grund, bildad 1936 av författaren Arne Sørensen.

## Partipolitisk verksamhet
Ursprungligen var föreningen partipolitiskt obunden men 1939 kandiderade man i folketingsvalet, i avsikt att samla människor kring "det enda nödvändiga": att värna Danmarks frihet och självständighet.
Under den tyska ockupationen deltog Dansk Samling i frihetskampen och organiserade sig bland annat i Holger Danske-grupper. Man var det enda politiska parti som tydligt tog avstånd från den förda samarbetspolitiken med ockupationsmakten och erhöll tack vare det tillräckligt folkligt stöd för att få mandat i folketinget vid valen 1943 och 1945. Partiet var representerat i Danmarks Frihedsråd 1943–1945 och i den danska befrielseregeringen maj-november 1945. 
I folketinget lyckades man under efterkrigstiden inte hålla sig kvar, trots att man ställde upp i valen 1947, april 1953 och 1964. I valen 1966 och 1968 stödde en fraktion inom partiet Liberalt Centrums kandidatur.

## EU-motstånd
Under 1960- och 1970-talen övergav man den parlamentariska kampmetoden och koncentrerade sig istället på att motverka planerna på en dansk EG-anslutning (efter kongressbeslut 1961).
1972 var Dansk Samling med om att bilda Folkebevægelsen mod EF, där man fortfarande är en av medlemsorganisationerna.

## Partiordförande
- Arne Sørensen – 1936–1946
- Paul Holt – 1950–1954, 1956–1958
- Harald Høgsbro – (1964)
- Jens Rosendal – 1998–2003
- Adam Wagner – 2003–2013
- Morten Uhrskov Jensen – 2013–

## Valresultat

### Folketingsval
| Folketingsval | Röster | Andel (%) | Mandat | ±  |
| ------------- | ------ | --------- | ------ | -- |
| 1939          | 8.553  | 0,5       | 0      | ±0 |
| 1943          | 43.367 | 2,2       | 3      | +3 |
| 1945          | 63.760 | 3,1       | 4      | +1 |
| 1947          | 24.735 | 1,2       | 0      | -4 |
| 1953 (april)  | 16.383 | 0,8       | 0      | ±0 |
| 1964          | 9.747  | 0,4       | 0      | ±0 |